# Abothrium gadi
Abothrium gadi is een lintworm (Platyhelminthes; Cestoda). De worm is tweeslachtig. De soort leeft als parasiet in andere dieren.
Het geslacht Abothrium, waarin de lintworm wordt geplaatst, wordt tot de familie Triaenophoridae gerekend. Abothrium gadi werd in 1871 voor het eerst wetenschappelijk beschreven door van Beneden.